# Plaza del Arenal
La plaza del Arenal se encuentra en el centro de Jerez de la Frontera (Andalucía, España). Hace siglos fue una musara andalusí para pasar a ser, después de la Reconquista, un escenario de duelos y batallas, tomando de ahí su nombre (arenarium, "lugar de batallas"). 
En la actualidad es la plaza principal de la ciudad. En ella se encuentra el monumento a caballo de Miguel Primo de Rivera, obra de Mariano Benlliure. Dispone de arbolado y andanas decorativas.

## Historia

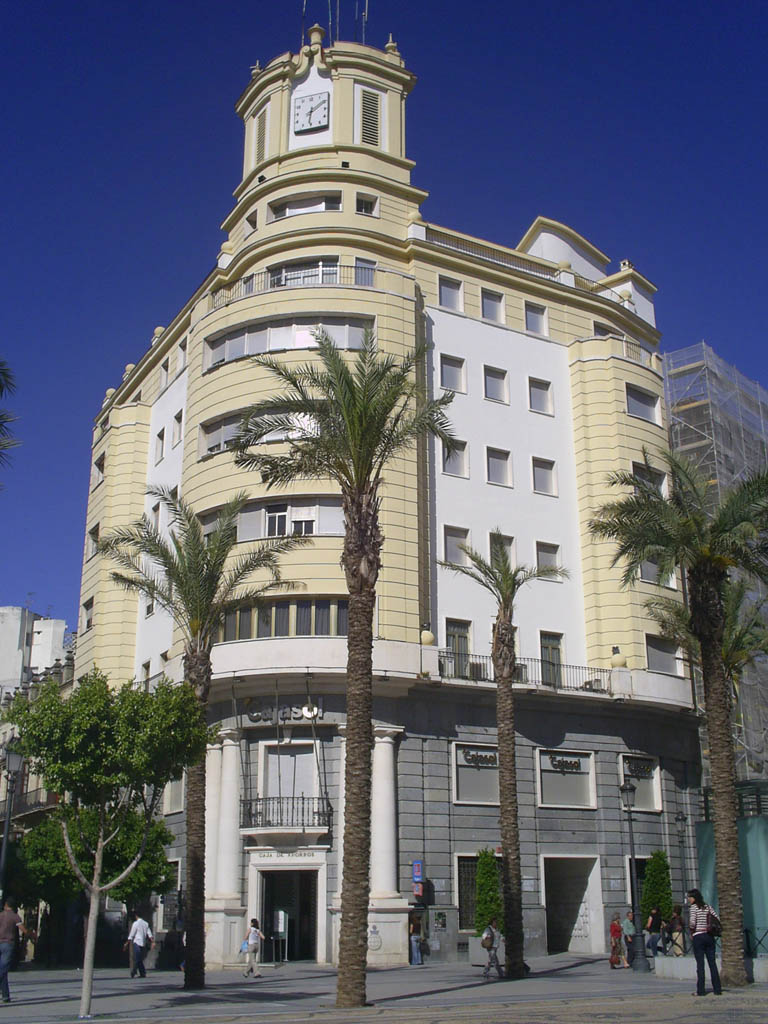
Edificio Cajasol sito en esta plaza.

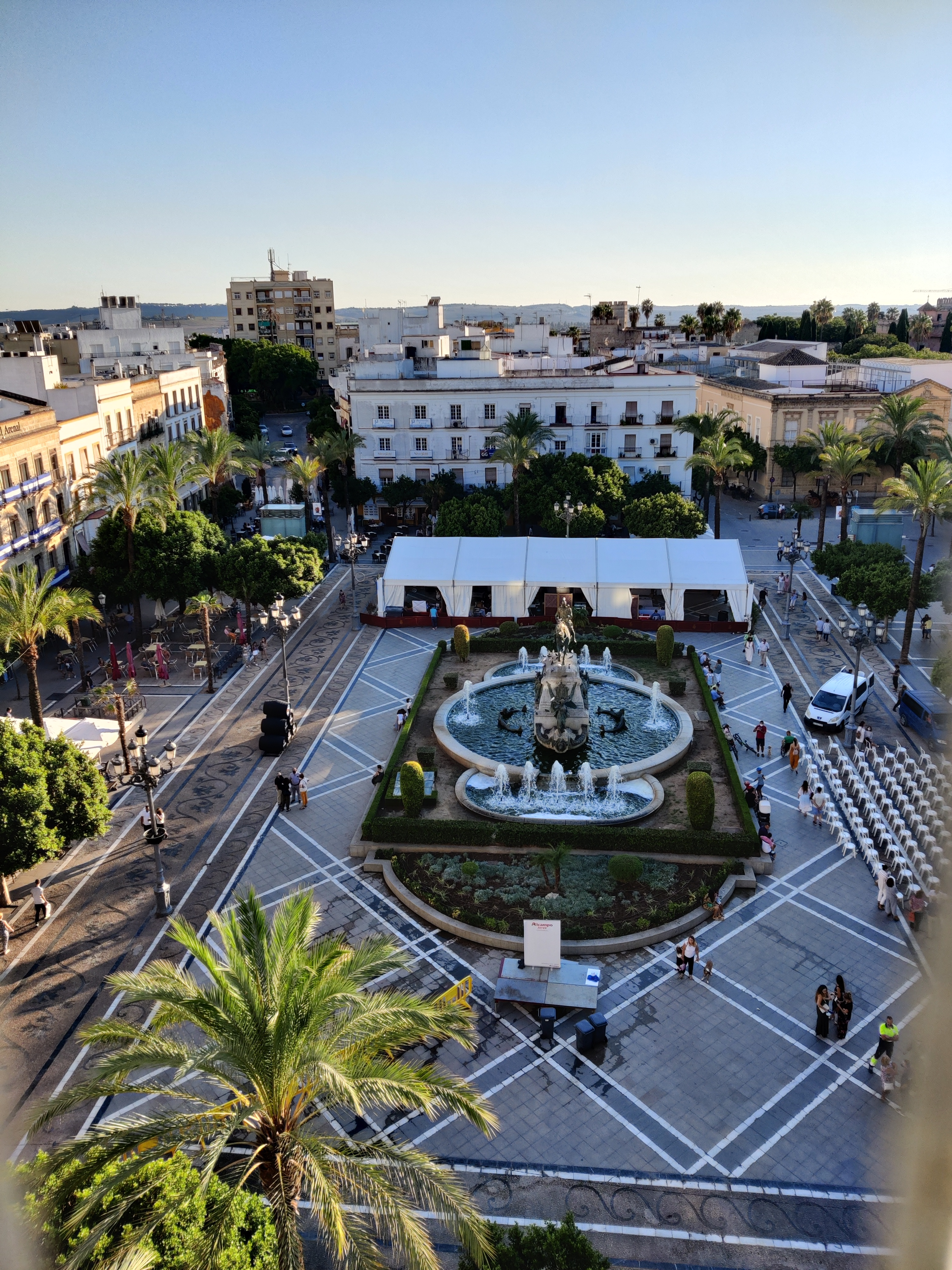
Vista aérea.

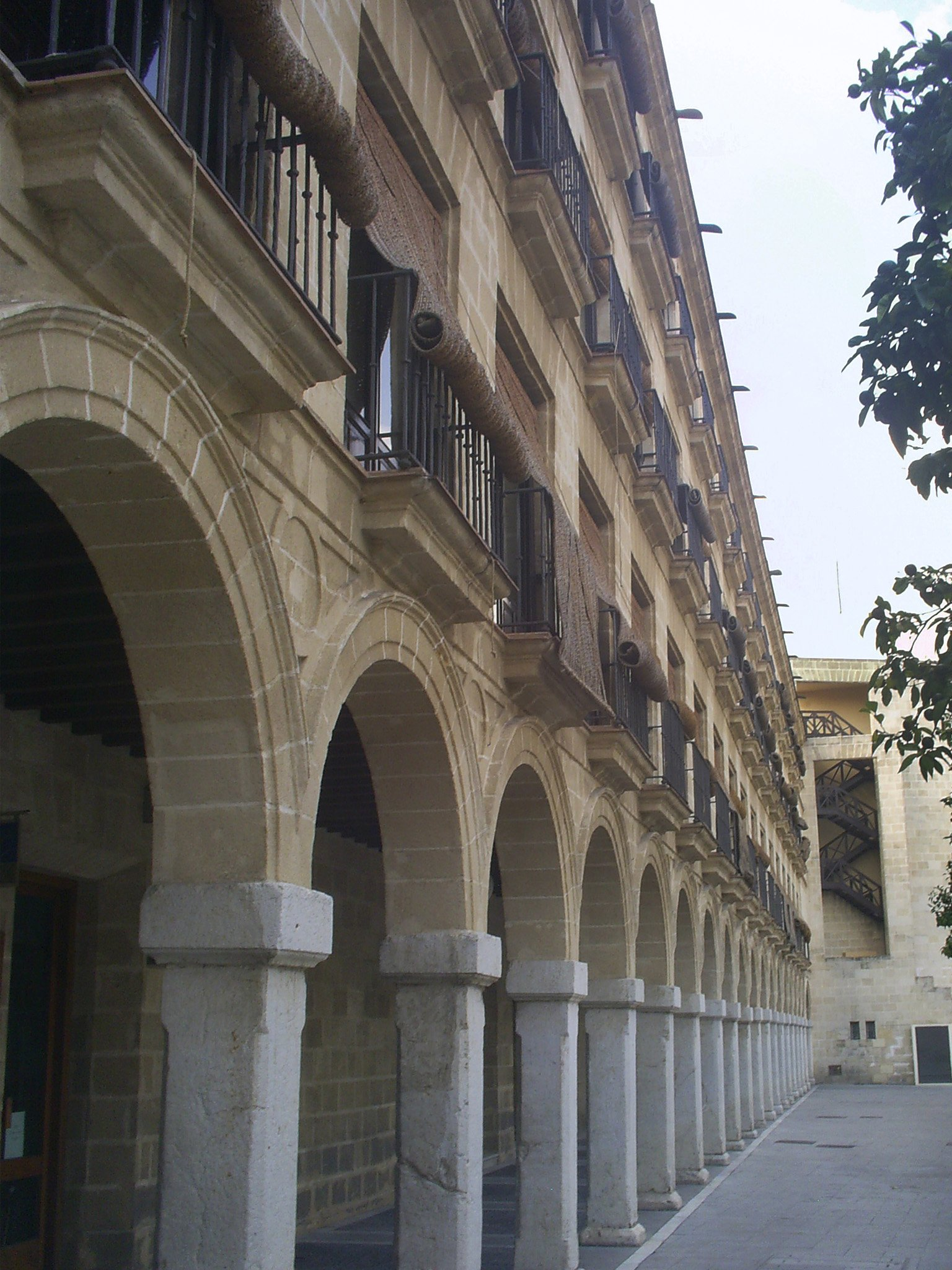
Edificio de la Delegación de Urbanismo del Ayuntamiento de Jerez.

La plaza del Arenal tomó forma como terreno a las afueras de la ciudad amurallada, en el lugar en que se solían realizar enterramientos islámicos. Se encontraba cerca del Alcázar de Jerez, donde se hospedarían los reyes y otros ilustres visitantes y junto a la puerta Real, que separa por un foso, comunicaría la plaza con la actual calle Consistorio. 
Su papel de plaza principal de la ciudad se reforzó con la importancia comercial que adquirieron las calles adyacentes, sobre todo la calle Larga.
Hasta 1593 los torneos, duelos o espectáculos ecuestres y taurinos podían se celebrados en la plaza del Mercado, el Llano de San Sebastián (actualmente Alameda Cristina) o en la plaza del Arenal. Pero a partir de ese año se dispone que todos los juegos y espectáculos públicos se celebren sólo en el Arenal. Destacaron los "juegos de toros y cañas" y "lances a la gineta", de gran espectacularidad y competición debido principalmente a la rivalidad entre las familias de los Dávila y Villavicencio.
Para presenciar estos juegos hasta el siglo XVII se situaba en el adarve de la muralla que iba desde el alcázar hasta la puerta Real, actualmente edificio de la alhóndiga. Posteriormente se situaron gradas en la plaza. El primer espectáculo taurino de pago en la plaza del Arenal fue en 1655.
En 1854 se convirtió en un paseo.
En 1856 se incorporó a la plaza una farola-reloj de José Rodríguez Losada, de valor artístico.
Monarcas como los Reyes Católicos, Felipe V, Carlos III, Isabel II o Alfonso XII fueron recibidos en la plaza del Arenal, engalanada.
Las calles que rodean a la plaza tuvieron antaño un nombre diferente. Alhóndiga, aquella que está junto al edificio de Los Arcos, Cuna, opuesta a los Arcos, debe su nombre por haber existido un centro de acogida de huérfanos, Portales de Pavone, al norte de la plaza, La Roldana, donde desemboca la calle Lancería.

## Denominaciones
La plaza fue conocida en la antigüedad como "Campo de la Torrecilla", y ha recibido varios nombres según el momento político que se viviera en España:
- Plaza del Arenal, es el nombre más antiguo de la plaza, el actualmente oficial y por el que ha sido conocida popularmente la plaza. El nombre viene por haber servido como arena para luchas, batallas y enfrentamientos entre caballeros. Destaca la dura lucha que duró tres días entre un Ruy Páez de Biedma y Payo Rodrigues Dávila, en 1343. El nombre de Arenal, viene del latín "arenariun", que quiere decir, "lugar de combate".
- Plaza de los Reyes Católicos, rótulo en honor a los Reyes Católicos como recuerdo de su visita a Jerez, en octubre de 1477. Recibió este nombre durante la dictadura franquista.
- Plaza de Fernando VII, nombre durante el periodo absolutista de Fernando VII de España.
- Plaza de Isabel II, esta rotulación la mantuvo desde 1850 hasta la revolución de La Gloriosa, en honor a la entonces reina Isabel II de España.
- Plaza de la Constitución, con motivo de la Constitución española de 1812.
- Plaza de la República, nombre desde 1931 hasta 1936.
- Plaza de Alfonso XII, se le llamaba así a esta plaza en 1876 por el monarca español de este nombre que reinó hasta 1885.

## Edificios de interés
- Alhóndiga. Edificado durante el reinado de Carlos II de España en 1683 para mercado de frutas, verduras y recova, se utilizó un año más tarde para cuartel del ejército. Actualmente es la sede de la Delegación de Urbanismo del Ayuntamiento de Jerez.

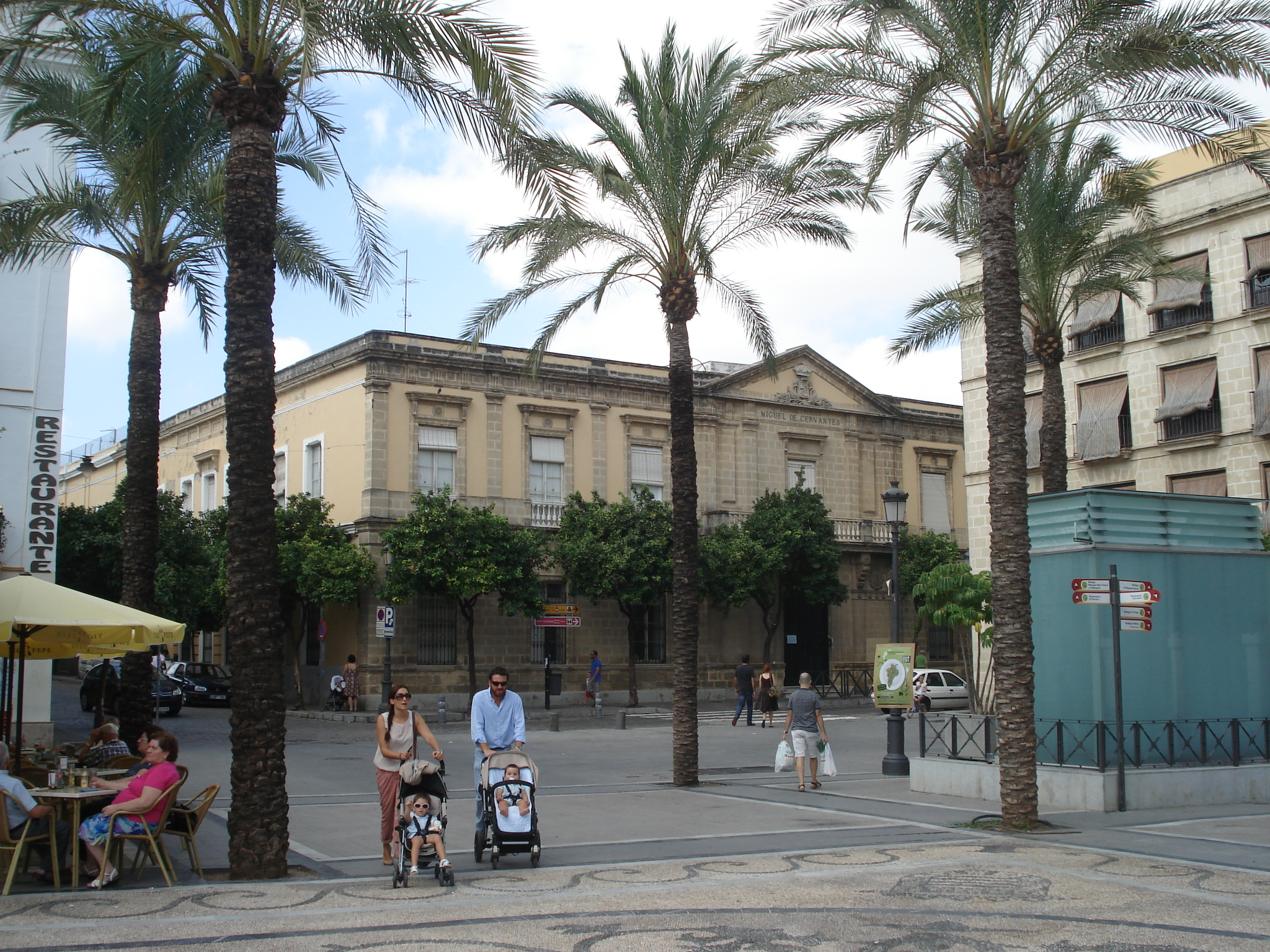
Alhóndiga.

- Palacio de Justicia. De fachada neoclásica, construido en el siglo XVIII, fue palacio de Justicia y posteriormente, en el siglo XIX, casa del corregidor. Junto a este edificio existió hasta 1890 el denominado "Arco del Corregidor", creado como acceso a la plaza.

## Monumento a Primo de Rivera

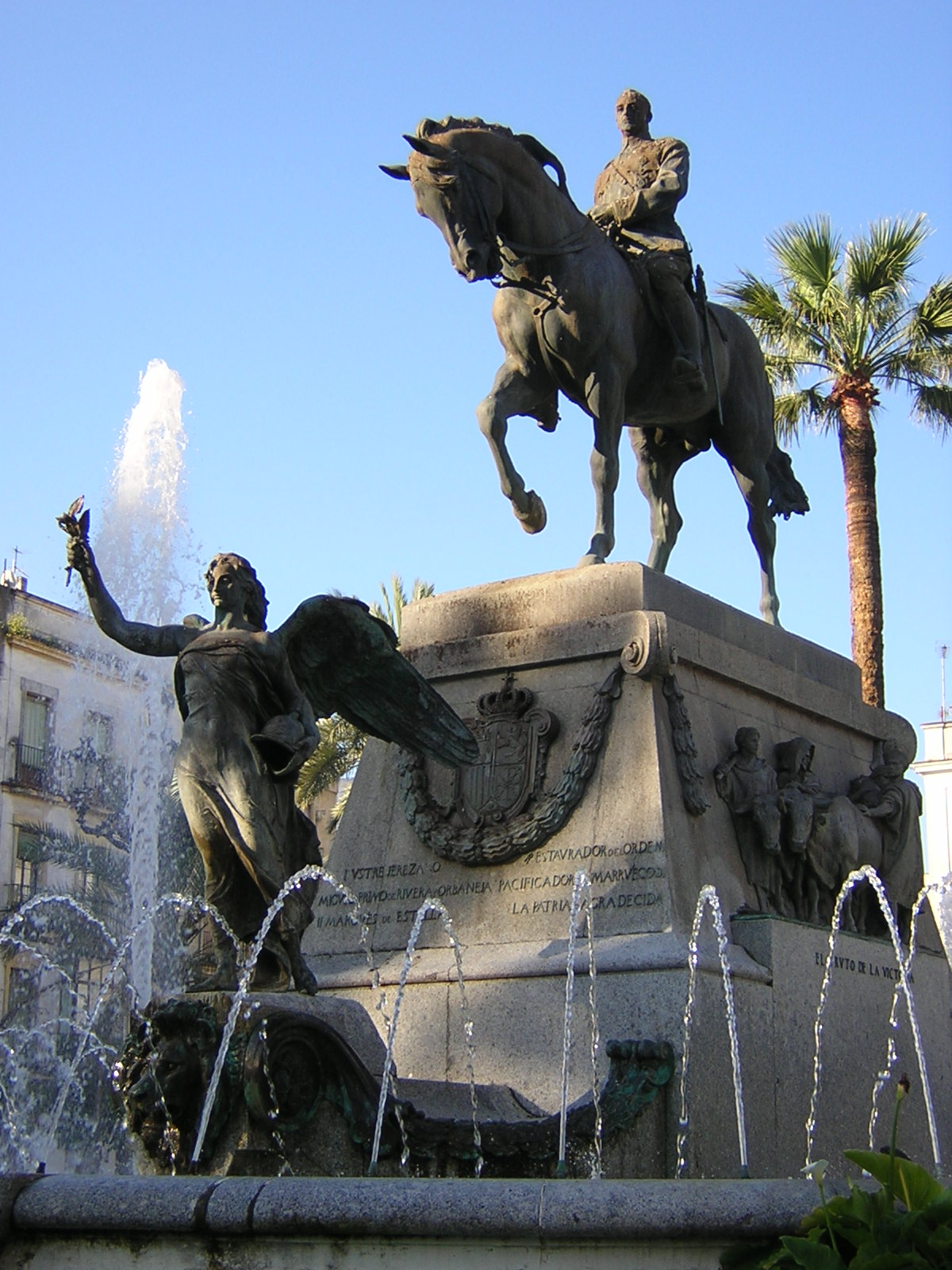
Monumento a Miguel Primo de Rivera.

El monumento a Primo de Rivera fue levantado en el centro de la plaza en 1928, conteniendo una cápsula del tiempo. Después fue retirado, restaurado y recolocado durante el remodelado de la plaza a principios del siglo xxi, creando cierta polémica por sus tintes franquistas. Sin embargo, al haber sido dictador hasta el año 1930 queda fuera del ámbito de la Ley de Memoria Histórica, que hace referencias a partir del año 1931.
alrededor del monumento hay una fuente que fue remodelada en 2017